# Kéré (famine)
Pour les articles homonymes, voir Kéré.

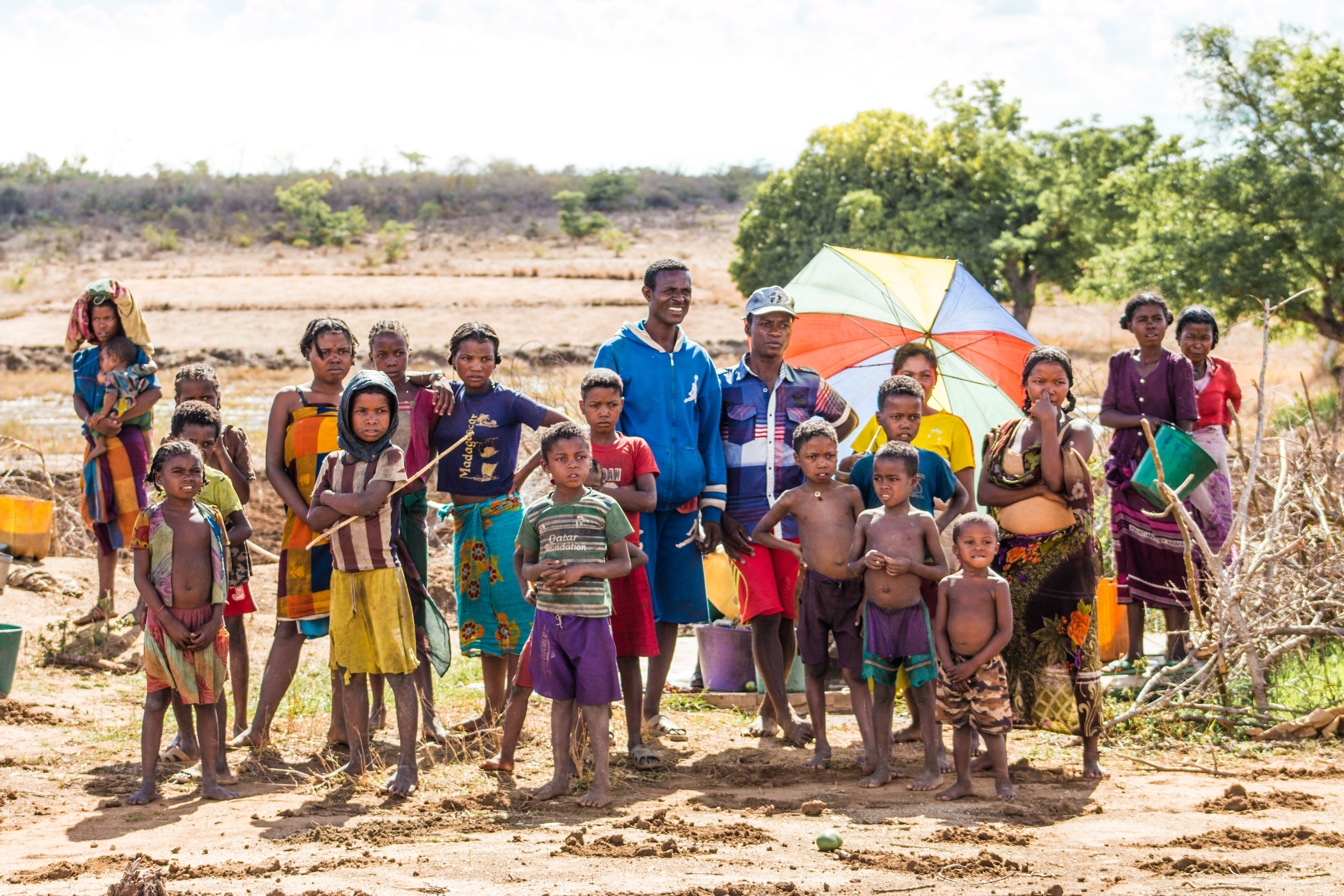
Villageois en attente d'aide alimentaire internationale.

Le kéré est la famine fréquente dans le Sud de Madagascar, du fait de la sécheresse. Entre 1896 et 2021, elle a été particulièrement marquée à seize reprises.

## Étymologie
Le kéré signifie dans le dialecte antandroy , « famine » ou « être affamé ». Suivant les sources, le mot est orthographié kéré ou kere,.

## Causes

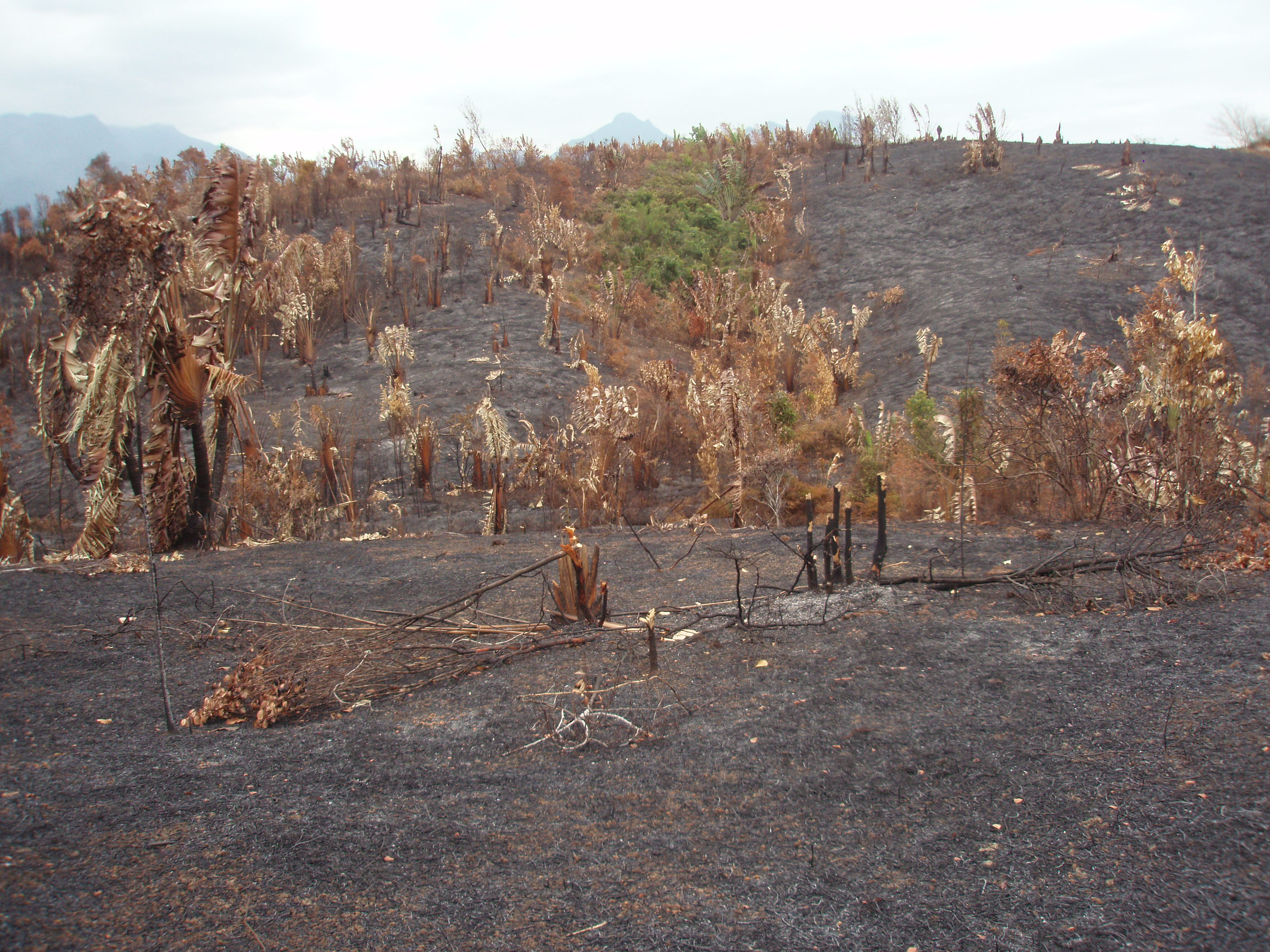
Forêt incendiée dans le but de pratiquer l'agriculture sur brûlis.

Les causes de la famine sont diversement analysées. Plusieurs observateurs lient l'augmentation des épisodes de kéré à la sécheresse, et cette dernière à la déforestation. Mais le changement climatique est également mis en cause,,.
L'introduction d’espèces invasives ayant modifié l'écosystème, et notamment du cactus opuntia dillenii, est également dénoncée.

## Épisodes et récurrence
En 2021, la partie méridionale de l'île affronte le seizième épisode de kéré depuis 1896. Dans le cas de cette famine particulière, la sécheresse l'expliquant sévit depuis 2017, et constitue le pire épisode climatologique de ce type en quarante années. Le phénomène touche entre 1,14 et 1,5 million de personnes, et est largement expliqué par le réchauffement climatique, mais aussi par l'incapacité des pouvoirs publics à endiguer les inégalités, à  combattre la pauvreté et le chômage, et à fournir des infrastructures de base, notamment pour l'aide humanitaire. La pandémie de Covid-19 a également contribué à affaiblir la capacité des populations à réagir, en limitant leurs déplacements et donc leurs revenus ; elle a également fermé les écoles, souvent le seul lieu où les enfants étaient assurés d'un repas quotidien,,.
Lors de cet épisode de famine de 2021, la prévalence de la famine touche 27% des enfants de moins de cinq ans. Les populations en sont réduites à déterrer des racines ou à cueillir des cactus pour les faire cuire. David Beasley, directeur exécutif du Programme alimentaire mondial, estime que Madagascar est le premier exemple d'une famine due au réchauffement climatique,.
En 2023, on estimerait que 460 000 enfants seraient affectés.